# Metropolia di Filippi, Neapoli e Taso

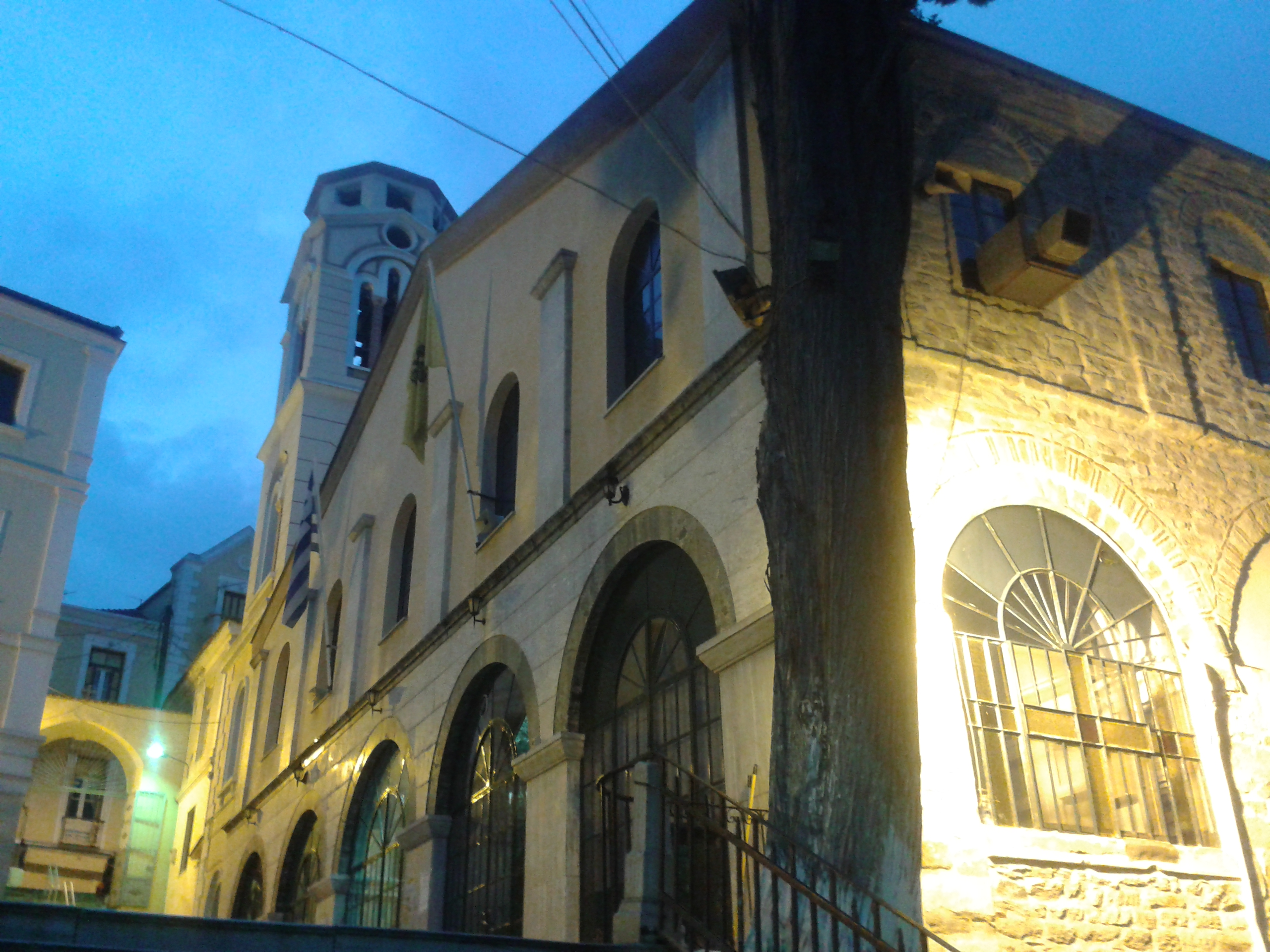
La cattedrale di San Giovanni Battista.

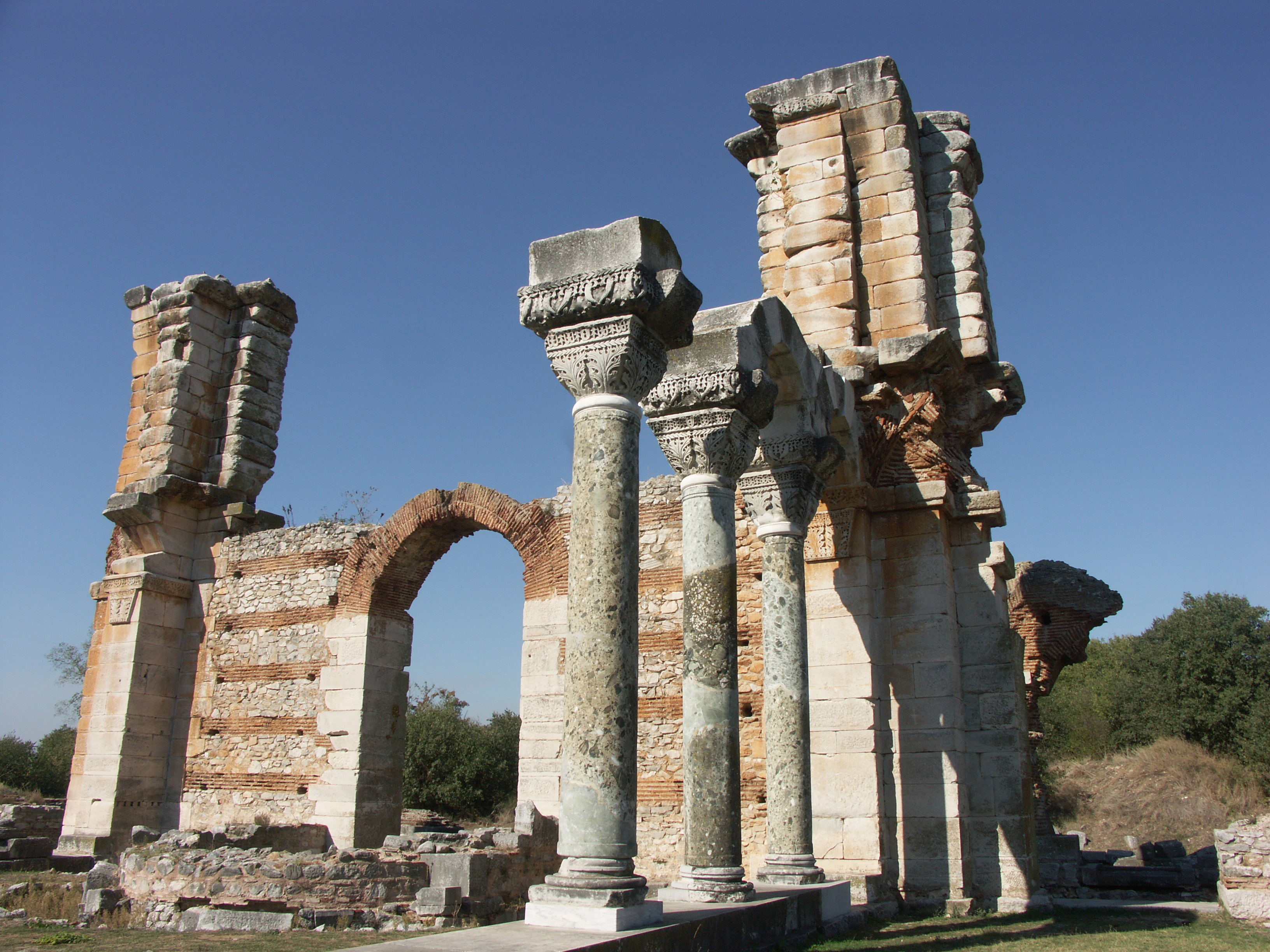
Resti di una basilica paleocristiana di Filippi.

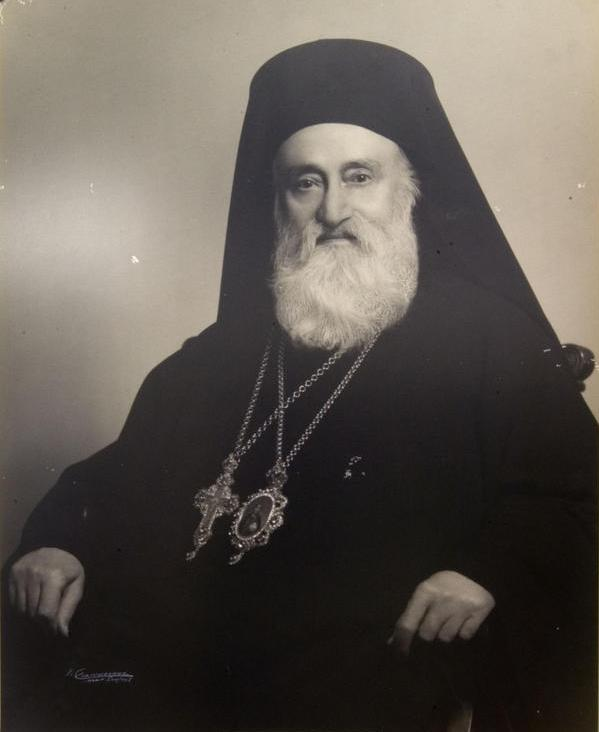
Crisostomo Hatzistavrou, primo metropolita della sede di Kavala nel 1924.

La metropolia di Filippi, Neapoli e Taso (in greco: Ιερά Μητρόπολις Φιλίππων, Νεαπόλεως και Θάσου; Ierá Mitrópolis Filíppon, Neapóleos kai Thásou) è una diocesi del patriarcato ecumenico di Costantinopoli, pastoralmente affidata alla Chiesa di Grecia.
Dal 6 ottobre 2017 il metropolita è Stefano, al secolo Aristotele Tolios, consacrato l'8 ottobre successivo nella chiesa di Agios Demetrios di Salonicco.

## Territorio
La metropolia comprende i comuni di Kavala e Nestos nell'unità periferica di Kavala e l'isola di Taso.
Sede metropolitana è la città di Kavala, anticamente chiamata Neapoli e poi Cristopoli, dove si trova la cattedrale di San Giovanni Battista.
La metropolia comprende 95 parrocchie affidate alle cure di 87 sacerdoti, di cui 74 sposati, e 4 diaconi.

## Storia
Nel territorio dell'odierna metropolia esistevano in epoca bizantina due sedi vescovili, l'arcidiocesi di Filippi e la diocesi di Cristopoli.

### Metropolia di Filippi
Filippi, antica città della Grecia, ebbe il privilegio di ricevere l'annuncio del vangelo direttamente dalla predicazione di san Paolo, durante il suo secondo viaggio missionario attorno all'anno 50 (Atti 16,12-40). In seguito l'apostolo visitò la comunità altre due volte durante il suo terzo viaggio missionario (tra il 57 ed il 58; cfr. Atti 20,1-6). Inoltre, la comunità di Filippi fu anche destinataria di una delle lettere dell'epistolario paolino, la lettera ai Filippesi. Secondo la tradizione, il primo vescovo fu Epafrodito, menzionato nella lettera ai Filippesi 4,10-20.
Inizialmente diocesi suffraganea di Tessalonica, in seguito fu elevata al rango di sede metropolitana con diverse suffraganee, come attestano le Notitiae episcopatuum del patriarcato di Costantinopoli. Più tardi la metropolia entrò in crisi, anche per la diffusione di malattie che ridussero la popolazione nel territorio, tanto che all'epoca dell'imperatore Andronico II Paleologo (1282-1328) fu declassata dal 39º al 47º posto tra le metropolie patriarcali, fino ad essere soppressa ed accorpata alla metropolia di Drama nel 1371, i cui metropoliti alternarono il titolo di "metropoliti di Drama e Filippi" con quello di "Filippi e Drama".

### Metropolia di Cristopoli/Kavala
La diocesi di Cristopoli, suffraganea di Filippi, è attestata per la prima volta nella Notitia episcopatuum datata agli inizi del X secolo e il suo primo vescovo noto è Doroteo, documentato nel 975. In seguito, la diocesi divenne una arcidiocesi autocefala, cioè dipendente direttamente dal patriarca, e poi elevata al rango di metropolia, che attorno al XIV/XV secolo prese il nome di "metropolia di Kavala". Una serie molto incompleta di vescovi e metropoliti di Cristopoli/Kavala è documentata fino al XVII secolo. La decadenza della sede si fece sentire nel corso di questo secolo, per cui i patriarchi soppressero la metropolia che fu unita a quella di Drama nel dicembre 1617, e poi, nel 1721, alla metropolia di Xanthi e Periteorio.

### La moderna metropolia
Nell'ottobre del 1924, con un tomos del patriarca Gregorio VII di Costantinopoli, fu restaurata la metropolia di Kavala, costituita dai comuni di Kavala e di Nestos sottratti alla metropolia di Xanthi e Periteorio. Il primo metropolita, Crisostomo Hatzistavrou, nel 1962 fu eletto arcivescovo di Atene, a capo della Chiesa di Grecia.
Nel 1928 la sede di Kavala, e tutte le altre diocesi del patriarcato di Costantinopoli in territorio greco liberate dall'occupazione ottomana nel 1912, furono affidate, tramite un accordo tra le parti, alle cure della Chiesa di Grecia.
Nel 1930 la metropolia assunse il nome di "metropolia di Filippi e Neapoli", e poi, nel 1953, quello attuale, per l'incorporazione dell'isola di Taso, già appartenuto alla metropolia di Maronia.

## Cronotassi
La presente cronotassi segue quella pubblicata in: (EL) Μητρόπολη Φιλίππων, Νεαπόλεως και Θάσου, su users.sch.gr.
- Crisostomo Hatzistavrou † (7 ottobre 1924 - 14 febbraio 1962 eletto arcivescovo di Atene)
  - Sede vacante (1962-1965)
- Alessandro Kontonis † (21 novembre 1965 - 22 maggio 1974 eletto metropolita di Peristeri)
- Procopio Tsakoumakas † (25 maggio 1974 - 29 luglio 2017 deceduto)
- Stefano Tolios, dal 6 ottobre 2017